# Tony Menezes
Tony Menezes, właśc. Anthony Santos Menezes (ur. 24 listopada 1974 w Rio de Janeiro) – kanadyjski piłkarz, a także piłkarz plażowy pochodzenia brazylijskiego występujący na pozycji obrońcy.

## Kariera klubowa
Menezes urodził się w Brazylii, a w 1984 roku wyemigrował z rodziną do Kanady. W trakcie kariery piłkarskiej reprezentował barwy zespołów América FC (Brazylia), Bangu AC (Brazylia), Botafogo FC (Brazylia), Gansu Nongken (Chiny), Nanjing Yoyo (Chiny), Zhejiang Greentown (Chiny), Toronto Lynx (Kanada), SC Ulbra (Brazylia), Mahindra United (Indie) oraz Porto Alegre FC (Brazylia). W 2008 roku zakończył karierę.

## Kariera reprezentacyjna
W reprezentacji Kanady Menezes zadebiutował 18 maja 1998 roku w wygranym 1:0 towarzyskim pojedynku z Macedonią. W 2000 roku był uczestnikiem Złotego Pucharu CONCACAF, który okazał się dla Kanady zwycięski.
W 2001 roku został powołany do kadry na Puchar Konfederacji. Zagrał na nim w meczach z Brazylią (0:0) i Kamerunem (0:2). Z tamtego turnieju Kanada odpadła po fazie grupowej. W 2002 roku ponownie wziął udział w Złotym Pucharze CONCACAF, który Kanada zakończyła na 3. miejscu.
W latach 1998–2003 w drużynie narodowej Menezes rozegrał w sumie 27 spotkań.